# Scrittura umanistica

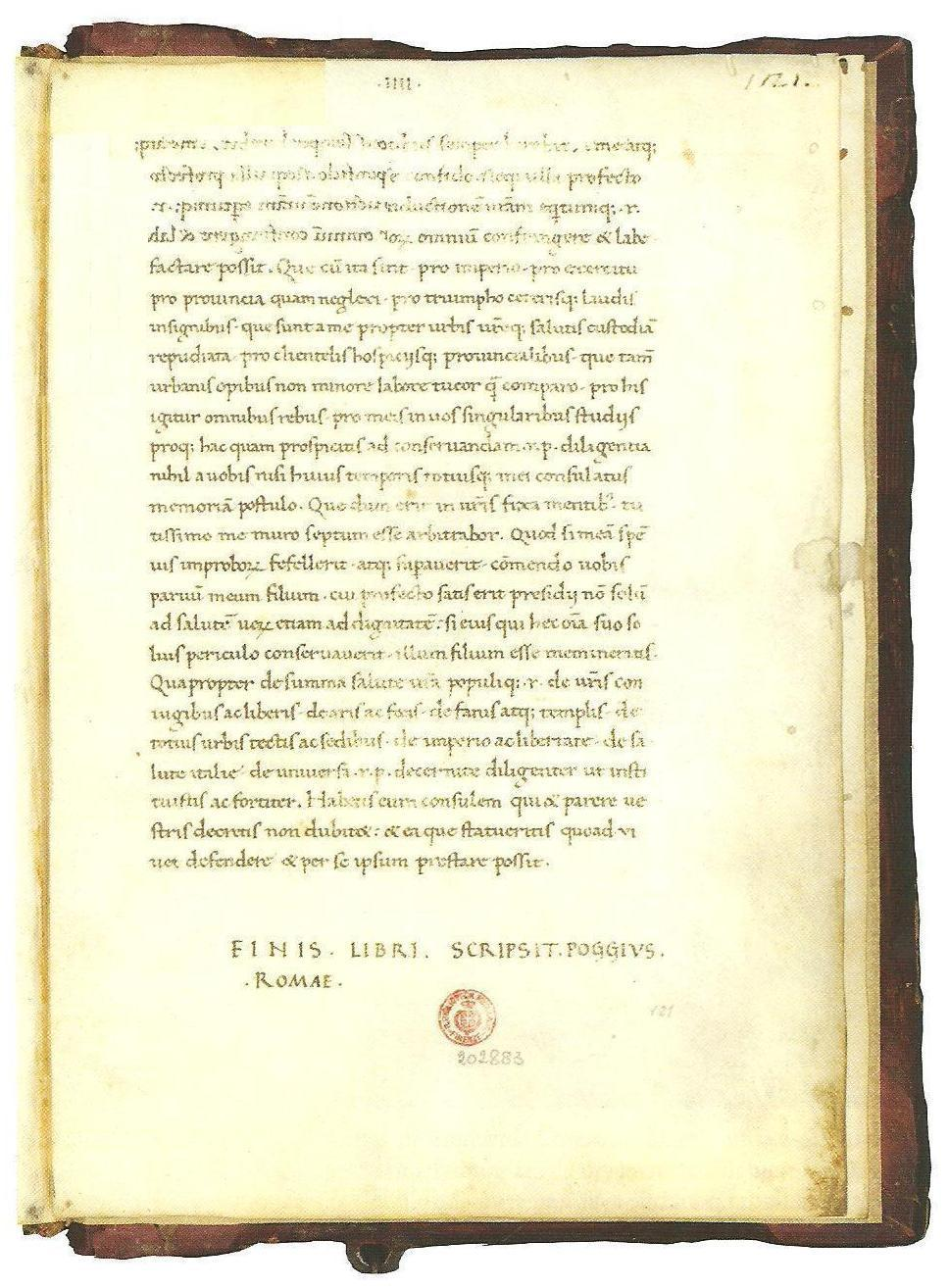
Poggio Bracciolini firma la sua trascrizione di Cicerone (1425).

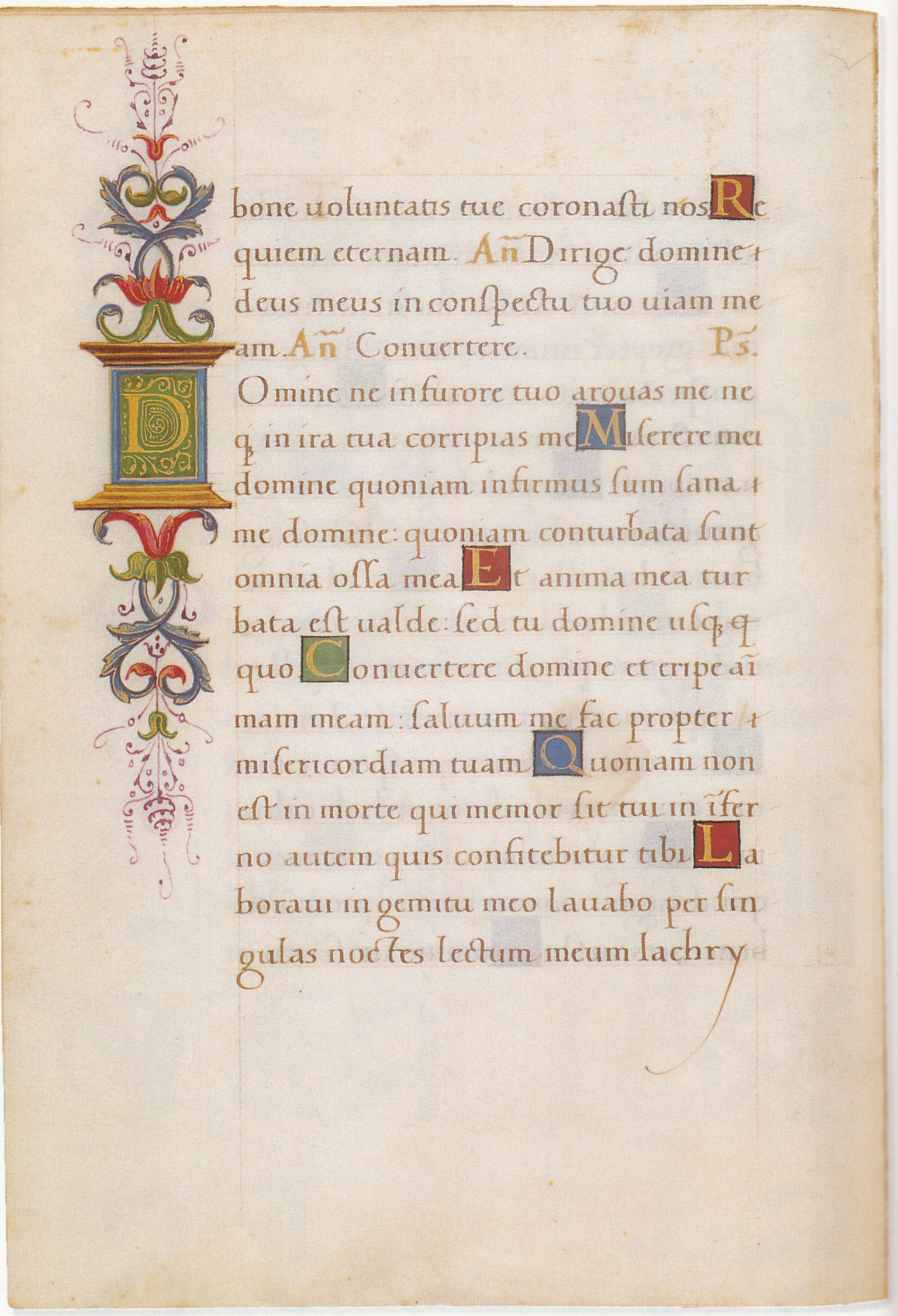
Pagina dal Libro delle ore di Giovanni II Bentivoglio (Bologna, circa 1497-1500), minuscola umanistica con decorazioni.

La scrittura umanistica fu la grafia dell'alfabeto latino propria del periodo umanistico ed è il frutto di un'elaborazione cosciente da parte degli intellettuali del Tre-Quattrocento per reazione alla scrittura gotica.

## Storia
Fu Francesco Petrarca a proporre per primo il superamento della scrittura del suo tempo. Giudicando la scrittura gotica artificiosa e faticosa da leggere, suggerì un tipo di scrittura che si rifacesse alla minuscola carolina, a suo avviso più sobria, elegante e gradevole alla lettura. Affinché i documenti fossero più comprensibili, occorreva in qualche modo staccare le lettere l'una dall'altra, allargare gli spazi tra le parole e distanziare le righe.
Nel XV secolo gli umanisti (in particolare Poggio Bracciolini e Niccolò Niccoli) realizzarono la scrittura proposta dal Petrarca. Ammiratori della cultura classica, il loro intendimento era legare il presente con il passato e mantenere viva l'eredità intellettuale degli antichi. Adottarono come modello la scrittura minuscola carolina, che ritenevano fosse utilizzata dagli antichi, la perfezionarono e ne ottennero una "minuscola umanistica rotonda", che chiamarono littera antiqua. Tuttavia la scrittura umanistica non si sviluppò in maniera omogenea in Italia. Alcune zone della penisola come il ducato di Milano (dove vigeva la longobarda) e il Regno di Napoli (dove vigeva la gotica) la recepirono più tardi, verso la fine del secolo. Nella seconda metà del Cinquecento venne adottata in tutta l'Europa, tranne che nell'area germanica, dove l'uso del gotico (Fraktur) rimase maggioritario per altri secoli.

## Importanza nella storia della stampa
A partire dagli anni sessanta del XV secolo si diffuse in Italia l'arte della stampa a caratteri mobili, importata dalla Germania. I tipi di carattere furono disegnati sul modello della scrittura in uso all'epoca: gotica in ambito germanico e umanistica in ambito italiano. La stampa inizialmente ebbe un certo peso nella diffusione di questa scrittura. Nel corso del XVI secolo tuttavia le stampe divennero sempre più semplici e la scrittura umanistica si semplificò fino a trasformarsi nell'odierna scrittura scolastica. I variopinti capilettera tipici della scrittura gotica e della prima scrittura umanistica scomparvero nel corso del secolo, sostituiti da capitali rustiche essenzialmente monocromatiche.